# Marcus Larsson (lärare)
Sven Marcus Larsson, född 9 augusti 1976, är en svensk lärare och skoldebattör. Tillsammans med Åsa Plesner driver han sedan 2017 Tankesmedjan Balans. Efter att ha arbetat som SO-lärare blev han studie- och yrkesvägledare. Han har också varit miljöpartistisk kommunpolitiker och suttit i lokalstyrelsen för Lärarförbundet. Han träffade Plesner via Twitter, där de diskuterade skolpolitik. Larsson och Plesner publicerade 2019 boken De effektiva om den ekonomiska styrningen av skolan efter att ha granskat 290 svenska kommunbudgetar.
Larsson är gift och har två barn.